# Аванка (футбольний клуб)
«Аванка» (порт. Associação Atlética de Avanca) — португальський футбольний клуб з району Аванка муніципалітету Ештаррежа. Заснован в 1937 році. У період 2002—2008 команда грала у нижчих лігах, які відповідають рівням 3-5 португальського футболу.